# Open Range
Open Range es una película estadounidense del género western de 2003, dirigida y coproducida por Kevin Costner. Protagonizada por el mismo Costner con Robert Duvall. El filme también cuenta con Annette Bening y Michael Gambon, como coprotagonistas. 
La película representa la última aparición en pantalla de Michael Jeter, quien murió antes del estreno por lo que fue dedicada a su memoria y a la de los padres de Costner, Bill y Sharon.
El lema de la película es: "no hay lugar para correr, no hay razón para ocultarlo". Open Range tuvo un éxito de taquilla y recibió críticas muy favorables, además de que ganó numerosos premios.

## Argumento
En 1882 el veterano vaquero, pistolero retirado y viudo Boss Spearman, es un ganadero que conduce sus reses a través de las vastas praderas en las estribaciones de las Montañas Rocosas sin preocuparse por los alambres de púas, ranchos o civilización. Lleva una larga década con su mano derecha, Charley Waite, un ex soldado mayormente silencioso y retraído luchando contra sus demonios internos y que tiene remordimientos por su pasado de saboteador/asesino en la Guerra de Secesión. Entre los jornaleros de Spearman están el amable y jovial gigante, Mose Harrison, y un joven huérfano mexicano a quien los demás se refieren solo como Button, así como el viejo perro guardián de Waite llamado Tig.
A pesar de que trata de no retrasarse con su ganado de libre pastoreo mientras cruzan el Territorio de Montana, Spearman envía a Mose al cercano pueblo de Fort Harmony para comprar provisiones, sólo que Mose descubre que ha pasado a denominarse Harmonville. El pueblo está controlado por un rico ranchero despiadado, un inmigrante irlandés, y terrateniente, Denton Baxter, que odia el libre pastoreo porque no son compatibles con sus propias ideas, además de ser el dueño de la tienda y de la cantina del pueblo. En la tienda Mose es atacado y golpeado por los esbirros de Baxter y encarcelado por el corrupto representante de la ley local, el marshal Poole, quien también está en la nómina de Baxter. Spearman y Waite se preocupan cuando Mose no vuelve y van a Harmonville a buscar a su amigo pero se enteran por Percy, el propietario de la caballeriza, que Mose está encarcelado. Spearman y Waite sacan a Mose de la cárcel, pero no antes de recibir una advertencia de Baxter sobre el libre pastoreo en su tierra, y darse una idea de lo que ha sucedido a anteriores ganaderos que han pasado por la zona. Spearman y Waite llevan a Mose con el doctor Walter Barlow, para enterarse de que el gigante tiene varias costillas rotas y otras heridas. En el consultorio Mose también es atendido por Sue Barlow. Waite se siente atraído por Sue inmediatamente, pero se reprime porque supone que es la esposa del doctor.
Cerca de su campamento Spearman y Waite capturan a unos jinetes enmascarados que trataban de robar su ganado. La emboscada fue en la propia fogata de los empleados de Baxter a quienes después de golpearlos los desarman, pero les perdonan la vida. Al mismo tiempo, algunos de los otros matones de Baxter dirigidos por Butler, un pistolero a sueldo atacan el campamento de Spearman y matan a tiros a Mose y al perro Tig, pero descubren a Button muy malherido quien está luchando por su vida con una herida de bala en el pecho y un golpe en la cabeza. Spearman extrae una bala del muchacho. Después de enterrar a Mose y a Tig, Spearman y Waite prometen vengar esta injusticia. Dejan a Button en la casa del médico y van al pueblo donde someten a Poole en su propia cárcel. Boss lo duerme con cloroformo que ha robado del consultorio del doctor Barlow. Los alguaciles están encerrados también con su jefe.
Sue les dice a Waite y a Spearman que llamar a un agente federal tomará por lo menos una semana, por lo que los ganaderos deciden tomar el asunto en sus propias manos. Waite se entera de que Sue es la hermana del médico, no su esposa. Entonces él le declara sus sentimientos hacia ella, y Sue le da su medallón, una reliquia de la familia, para la suerte. Waite deja una nota con Percy, en la que pide que si él muere, el dinero de la venta de su silla de montar y de sus armas sean para comprar un juego de té para Sue.
Después de cabalgar juntos por una década, y ahora, sabiendo que probablemente sea su último día, Spearman y Waite finalmente se confiesan sus verdaderos nombres el uno al otro. También compran en la tienda del pueblo, como si fuera su última comida, unos lujosos chocolates suizos y unos habanos, Boss paga 5 dólares, el salario de un mes de un vaquero.
Waite comienza el tiroteo final con un disparo directo a la frente de Butler, y poco después al marshal Poole matando a ambos. Un intenso tiroteo estalla en la calle, con Spearman, Waite, Percy y el herido Button se incorporan más adelante, Además se les unen los habitantes del oprimido pueblo, quienes ahora luchan abiertamente contra Baxter. La mayoría de los hombres de Baxter son asesinados en el tiroteo. Otros huyen pero son muertos por los pobladores de Harmonville. Spearman va a terminar con el hacendado que se refugió en la cárcel y consigue herirlo de muerte. Spearman le dice al agonizante Baxter que no va desperdiciar una bala para acabar con su sufrimiento.
Después de la refriega, Sue y Doc Barlow atienden a los heridos. Waite espera en la cantina (ahora sin dueño), y habla con Sue en privado, diciéndole que va a volver a las praderas. Sue responde que ella tiene una "gran idea" sobre su futuro juntos y que ella va a esperarlo hasta que regrese. Antes de partir Waite busca a Sue y le propone matrimonio. Spearman y Waite están conscientes de que su modo de vida está por terminar, y tal vez es hora de sentar cabeza; Spearman dice que anhela el calor en los años de su niñez. Spearman y Waite se deciden a abandonar el negocio del ganado para hacerse cargo de la cantina de Harmonville, pero no antes de ir a arrear su ganado a las grandes llanuras una vez más.

## Reparto
- Kevin Costner: Charley Waite / Charles Travis Postlewaite
- Robert Duvall: Bluebonnet Boss Spearman
- Annette Bening: Sue Barlow
- Michael Gambon: Denton Baxter
- Michael Jeter (1952-2003): Percy
- Diego Luna: Button
- James Russo: marshal Poole
- Abraham Benrubi: Mose Harrison
- Dean McDermott: Dr. Walter Barlow
- Kim Coates: Butler
- Herb Kohler: El dueño del café
- Peter MacNeill: Mack
- Cliff Saunders: Ralph
- Patricia Stutz: la esposa de Ralph
- Julian Richings: Wylie
- Ian Tracey: Tom
- Rod Wilson: Gus
- Alex Zahara: Chet

## Producción
Inspiración
Kevin Costner creció leyendo novelas de vaqueros de Lauran Paine y Open Range se basa en la clásica de Paine, “Los hombres open range”. El guionista, Craig Storper, quería hacer una película sobre "la evolución de la violencia en el viejo oeste". Storper continúa: "estos personajes no buscan la violencia". "Pero la idea es que a veces es necesaria ... es el ideal fundamental de los westerns".
Reparto
El director de fotografía, J. Michael Muro, fue ampliamente elogiado por su trabajo en Open Range. Muro fue escogido por el director Costner por su trabajo en Dances with Wolves. Robert Duvall es el único actor que Kevin Costner tuvo en mente para el papel de Boss Spearman. Costner dijo que si Duvall hubiera rechazado el papel simplemente no podría haber hecho la película. Duvall se crio en ranchos por lo que aceptó el papel de inmediato y le dio a la película de Costner un extra de taquilla. Durante los ensayos para su papel, Duvall se cayó de un caballo y se rompió seis costillas.
El rodaje
Open Range se rodó en localizaciones de Alberta, (Canadá) y en la reserva india de Stoney y su capital Morely. “Clayton Mano Izquierda" un indio originario de Stoney, de la primera nación Nakoda Sioux trabajó como asesor en película. El jefe Ernest Wesley honró a Costner por su trabajo con los indios Lakota y el uso de la lengua sioux en Dances with Wolves. Antes de comenzar el rodaje se realizó una ceremonia espiritual para Costner en Stoney Élder Dale House. El evento se muestra en el DVD de Open Range.
El rodaje tuvo lugar del 17 de junio al 8 de septiembre de 2002. La producción gastó más de un millón de dólares para construir el pueblo a partir de cero, ya que a Costner no le gustaba ninguno de los ya existentes. Este lugar estaba tan alejado de la civilización que tuvieron que gastar otros 40,000 dólares para construir un carretera para llegar hasta allí. Vaqueros profesionales manejaron 225 cabezas de ganado en el set de filmación.
Kevin Costner rechazó un papel protagonista en Kill Bill: Volumen 1 para hacer Open Range y cuando la producción de la película superó el presupuesto, Costner tuvo que poner de su bolsillo la mitad del total del presupuesto de 22 millones de dólares para concluir la película.

## Recepción
Taquilla
Open Range fue un éxito de taquilla, recaudó alrededor de 14 millones de dólares solo en su primer fin de semana en los Estados Unidos a través de 2,075 salas de cine. Con un presupuesto de alrededor de US$ 22 millones la película tuvo ingresos de unos de US$ 70 millones a nivel mundial.
Crítica
La película recibió críticas en su mayoría positivas, recibiendo una calificación de 79% fresco en Rotten Tomatoes. El crítico de cine Roger Ebert le dio 3.5 estrellas de 4 y calificó de "... un imperfecto pero profundamente envolvente y un muy bien realizado western...". Peter Bradshaw del periódico británico The Guardian dio a la película cuatro estrellas de cinco, escribiendo, "Duvall da su mejor actuación en años "en una" ... difícil, película, muscularmente satisfactoria".
Los tiroteos
En particular, las escenas de los tiroteos fueron filmadas intencionalmente en gigantescas tomas amplias y fueron elogiadas por su intenso realismo por varios críticos, sin embargo fueron la razón por la película obtuvo una clasificación de R (adolescentes y adultos). La acción en Open Range fue filmada en tiempo real, envolviendo a la audiencia y mostrando que cuando este tipo de cosas suceden en la vida real, lo que ocurre es más rápido de lo que se piensa. Una revisión de Moviola declaró que la película tiene "uno de los finales más emocionantes tiroteos jamás filmada". El periódico USA Today, la publicación Total Film y la revista Guns & Ammo también dicen que la escena del tiroteo es una de los mejores realizadas de todos los tiempos.
Premios
La película ganó el premio 2004 Western Heritage, y fue nominado para un premio Golden Satellite, un MTV Movie Award (Diego Luna), el premio Sound Editors, así como un premio Taurus para el doble Chad Camilleri. Fue seleccionado como la película n.º 48 en Londres TimeOut: "Uno de los 50 mejores westerns de todos los tiempos".